# Catalogue Issue
Catalogue Issue è una raccolta di artisti vari pubblicata dall'I.R.A. Records nel 1984.

## Tracce
Lato A
1. Siberia – 3:24 – Diaframma
2. Delorenzo – 3:08 – Diaframma
3. India – 4:43 – Underground Life
4. Glasarchitektur – 6:02 – Underground Life

Lato B
1. Onda Araba[1] – 5:32 – Litfiba
2. Versante Est[1] – 5:32 – Litfiba
3. Nubi d'oriente – 4:17 – Moda
4. La voce – 4:17 – Moda